# Werner Hegemann
Werner Hegemann, noto anche con lo pseudonimo di Manfred Maria Ellis (Mannheim, 15 giugno 1881 – New York, 12 aprile 1936), è stato un architetto e urbanista tedesco attivo negli anni 20 e 30 del Novecento in Germania e negli Stati Uniti.
Fu un intellettuale di primo piano durante la Repubblica di Weimar ma fu costretto all'esilio nel 1933 a causa delle sue posizioni critiche verso Adolf Hitler e il partito nazista. I suoi testi sono stati bruciati durante i Bücherverbrennungen.
La sua opera più influente è stata Das steinerne Berlin (1930).

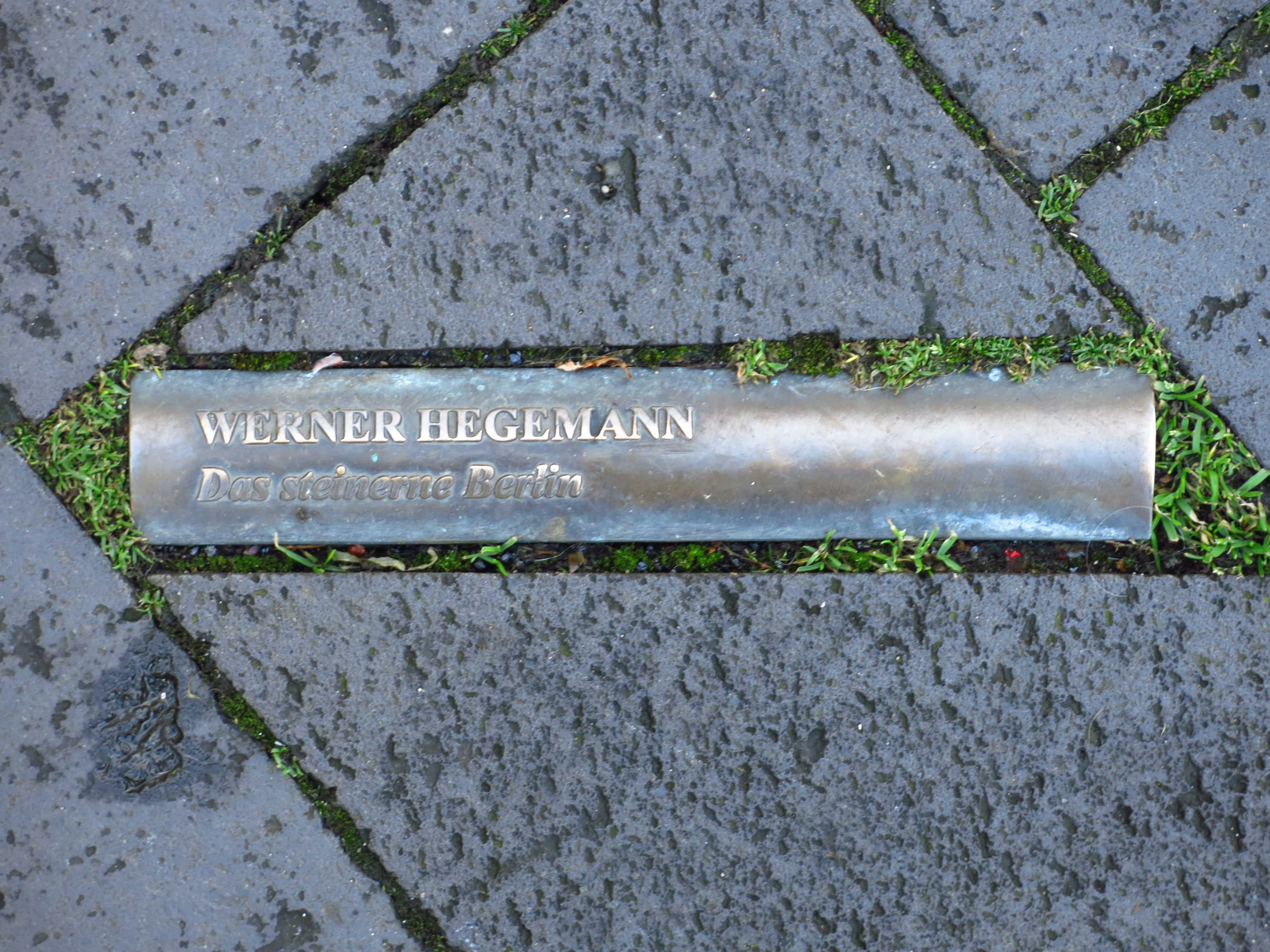
Piastra commemorativa del rogo dei libri di Hegemann a Berlino

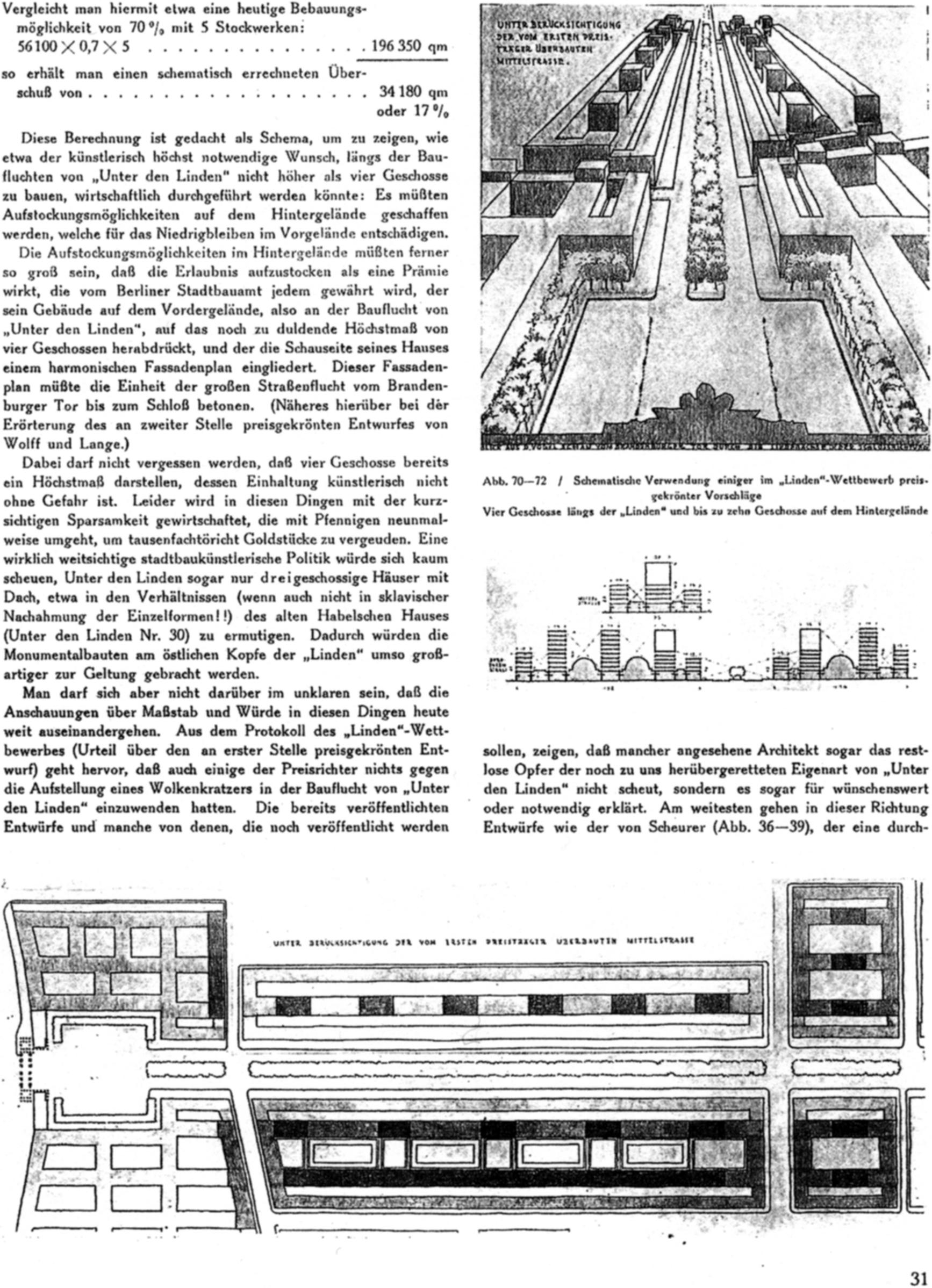
Piano urbanistico di Unter den Linden di Hegemann

## Biografia
Hegemann frequentò corsi universitari a Berlino, frequentò storia dell'arte ed economia a Parigi, economia a Strasburgo e all'Università della Pennsylvania e completò il dottorato in economia a Monaco di Baviera nel 1908.
Nel 1909 lavorò negli Stati Uniti al "Boston 1915" un piano quinquennale per il miglioramento dell'area urbana di Boston.
Al suo ritorno a Berlino Hegemann occupò il posto di segretario generale per la Universal City Planning Exhibition che si tenne nel maggio e giugno 1910 . L'esposizione suscitò grande interesse e fu ripresa a Düsseldorf; Hegemann scrisse un articolo per il grande pubblico e un testo ufficiale in due volumi Die Städtebau-Ausstellung und ihre Lehren.
Nel 1912 Hegemann intraprese un ciclo di conferenze in diverse città americane, dopodiché le città di Oakland e Berkeley lo incaricarono di stilare un piano urbanistico che fu pubblicato nel 1915 con il titolo Report on a City Plan for the Municipalities of Oakland & Berkeley.
All'inizio del 1914 Hegemann si imbarcò per tornare in Germania, con l'idea di visitare l'estremo oriente e l'Australia, ma la prima guerra mondiale scoppiò mentre la sua nave era al largo del Mozambico. Hegemann si imbarcò su una nave battente bandiera norvegese e tornò negli Stati Uniti per tutta la durata della guerra e fino all'inizi degli anni 20. In questo periodo lavorò presso lo studio "Hegemann & Peets" di Milwaukee con l'architetto paesaggista Elbert Peets, con il quale scrisse The American Vitruvius: An Architects' Handbook of Civic Art un compendio di architettura civile.

## Opere
- Der Städtebau nach den Ergebnissen der Allgemeinen Städtebau-Ausstellung in Berlin, nebst einem anhang: Die Internationale Städtebau-Ausstellung in Düsseldorf; 600 wiedergaben des Bilder- und Planmaterials der beiden Ausstellungen, mit Förderung durch die königlichen preussischen Ministerien des Inneren, des Handels und der öffentlichen Arbeiten, sowie durch die Städte Berlin, Charlottenburg, Rixdorf, Schöneberg, Wilmersdorf, Potsdam, Spandau, Lichtenberg und Düsseldorf. Herausgegeben im Auftrage der Arbeitsausschüsse von Dr. Werner Hegemann, Generalsekretär der Städtebau-Ausstellungen in Berlin und Düsseldorf. 2 vols. Berlin: Wasmuth, 1911, 1913. (in tedesco)
- The American Vitruvius: An Architects' Handbook of Civic Art. New York: Architectural Book Publishing, 1922.
- Amerikanische Architektur und Stadtbaukunst: ein Überblick über den heutigen Stand der amerikanischen Baukunst in ihrer Beziehung zum Städtebau. Berlin: Wasmuth, 1925. (in tedesco)
- Das steinerne Berlin: Geschichte der grössten Mietkasernenstadt der Welt. Berlin: Kiepenhauer, 1930. (in tedesco)
- Entlarvte Geschichte. Aus Nacht zum Licht. Von Arminius bis Hitler. Leipzig: Hegner, 1933. (in tedesco)
- City planning, Housing. 3 vols. Vols. 2 and 3 with William W. Forster and Robert C. Weinberg. New York: Architectural Book Publishing, 1936–38. OCLC 837328